# 교향곡 38번 (모차르트)

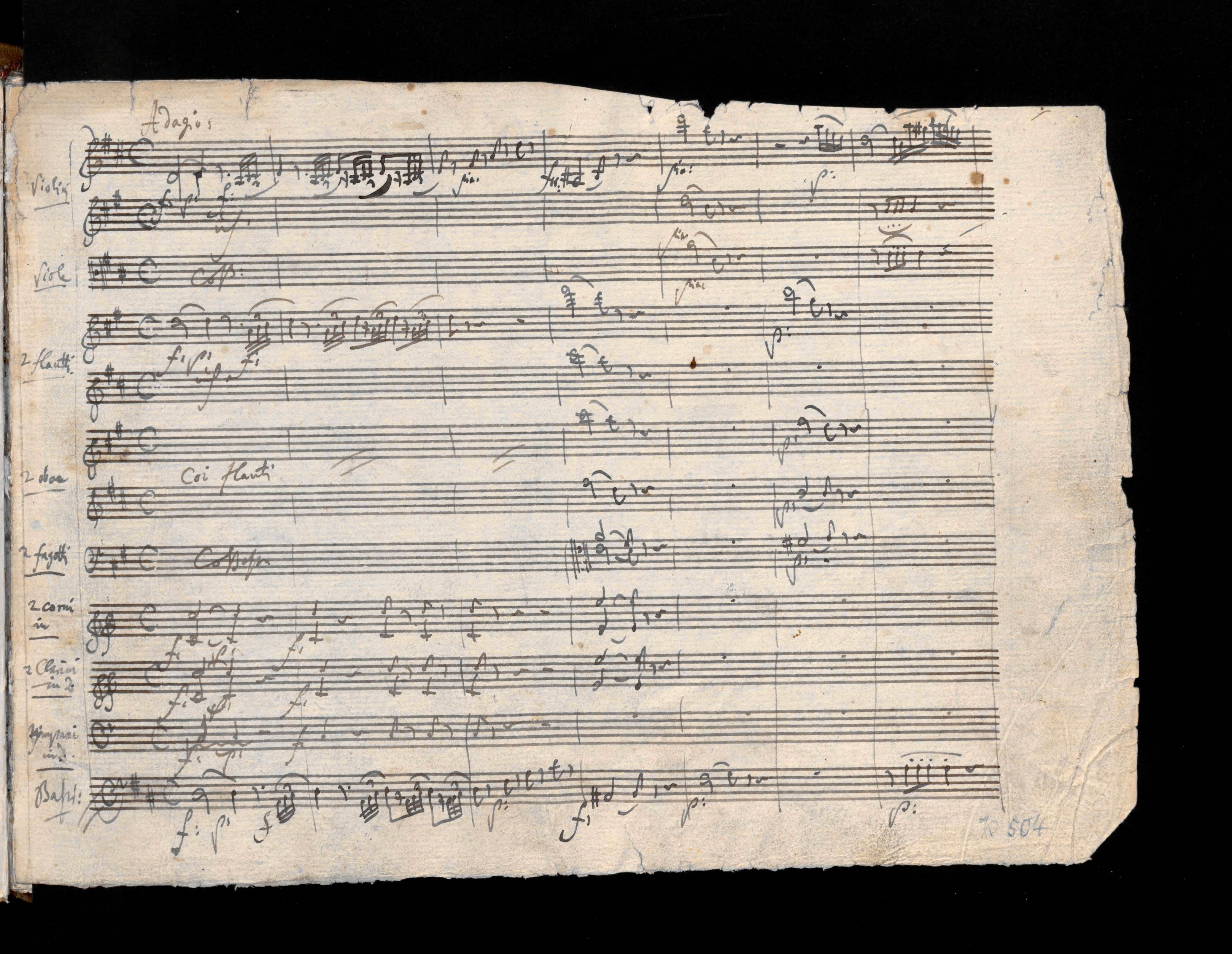

《교향곡 38번 D 장조 “프라하”》(K. 504, Symphony No. 38)는 볼프강 아마데우스 모차르트가 1786년말에 작곡한 교향곡이다. 빈에서 1786년 12월 6일에 초연되었다. 이 교향곡과 비슷한 시기에 쓰인 모차르트의 작품에는 1786년 12월에 완성된 피아노 협주곡 25번과 11월에 완성된 피아노 삼중주 B-flat 장조(K. 503, K. 502)가 있다.

## 형식 및 구성
18세기의 초기 고전파 음악 시대의 교향곡은 셋이나 네 악장 또는 모차르트의 교향곡 26번이나 32번처럼 세 부분으로 나눌 수 있는 한 악장으로 되어 있었는데, 네 악장으로 된 교향곡에는 미뉴에트가 포함된 형태였다. 모차르트가 “프라하” 교향곡을 쓸 당시에는 교향곡이 더 이상 오페라의 서곡의 형식에 머무르지 않게 되어, 미뉴에트가 빠진 세 악장의 구성이지만 네 악장으로 된 다른 교향곡들과 같은 비중을 차지할 수 있었다. “프라하” 교향곡의 편성에는 클라리넷이 빠지지만, 팀파니와 트럼펫이 반주를 보강하고 있다.
악장의 구성은 다음과 같다.
1. 아다지오 - 알레그로
2. 안단테
3. 피날레 (프레스토)

## 참고 문헌
- 알프레드 아인스타인 (아터 멘델, 네이선 브로더 譯), Mozart, his Character, his Work' 옥스퍼드 대학교 출판부, 런던, 1945년.